# Hydroxyde de gallium(III)
L'hydroxyde de gallium, Ga(OH)3, est un hydroxyde qui précipite sous forme de gel à la suite de l'addition d'ammoniac aux sels de Ga3+. On le trouve également dans la nature en tant que söhngeite, un minéral rare qui contiendrait des atomes de gallium en coordination octaédrique. L'hydroxyde de gallium est amphotère.
Dans des conditions fortement acides, l'ion gallium, Ga3+ est formé. Dans des conditions fortement basiques, Ga(OH)4 − se forme. Les sels de Ga(OH)4 − sont parfois appelés gallates.